# Tyrrhenaria ceratina
De Corsicaanse slak (Tyrrhenaria ceratina, Shuttleworth 1843; syn. Helix ceratina) is een slakkensoort uit de familie van de Helicidae. Het is een op uitsterven bedreigde landslak met een zeer klein leefgebied in het uiterste zuidwesten van Corsica.